# Герб Азорів
Ге́рб Азо́рів — офіційний символ Азорського автономного регіону, Португалія.

## Опис
У срібному щиті синій яструб із розкритими крилами та червоним дзьобом. У червоній облямівці дев'ять золотих п'ятипроменевих зірок. Шолом золотий, обернений передом, підбитий червоним. У нашоломнику синій яструб із  червоним озброєнням, на розкритих крилах і тулубі якого розташовані дев'ять золотих п'ятипроменевих зірок. Намет срібний, підбитий синім. Щит підтримують два чорні бики, із золотими ланцюгами на шиї. Вони тримають сині списи із золотими вістрями, на яких різні прапори, обрамлені золотом: праворуч срібний стяг із червоним Христовим хрестом, ліворуч — червоний стяг із золотим променистим хрестом, на якому срібний голуб, що летить. Під щитом золота стрічка із написом португальською «Antes morrer livres que em paz sujeitos» (Краще померти вільним, ніж скоритися мирно). 
Яструб (порт. açor) співзвучний з назвою Азорських островів (порт. Açores); він присутній на гербах міст і містечок регіону. Дев'ять зірок уособлюють кількість островів. Хрест Ордену Христа символізує добу великих географічних відкриттів, на початку якої були відкриті Азори. Срібний голуб — Святий Дух, патрон островів.
Офіційно затверджений 10 квітня 1979 року. 

## Галерея

### Територіальна геральдика
Азорський яструб

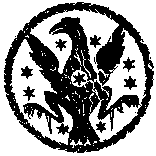
Старий герб
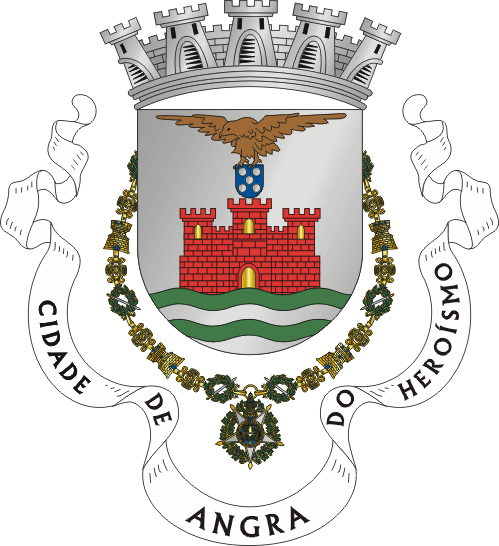
Ангра-ду-Ероїшму
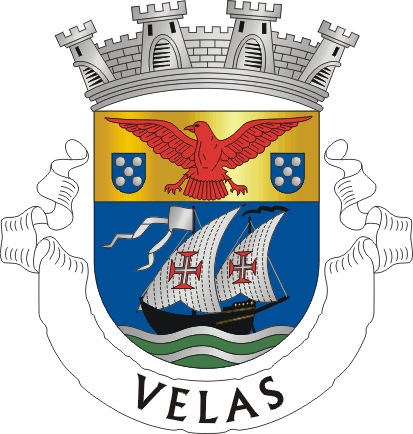
Велаш
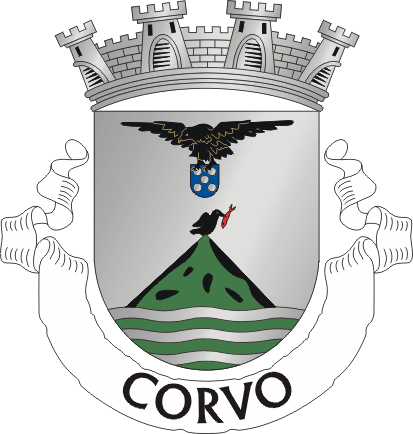
Віла-ду-Корву
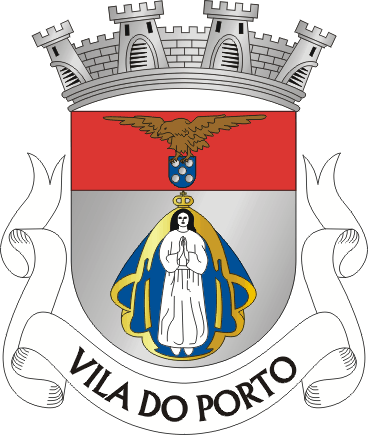
Віла-ду-Порту
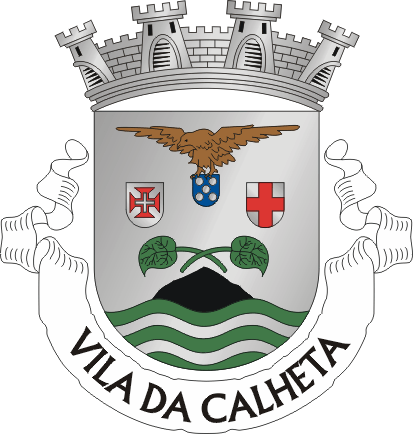
Кальєта (Азори)
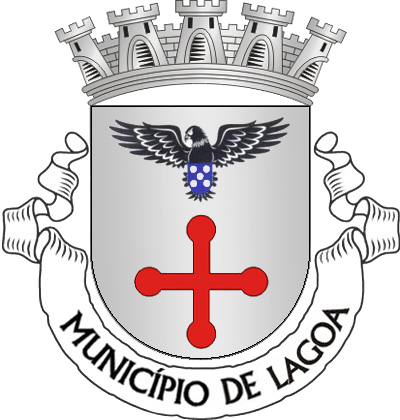
Лагоа (Азори)
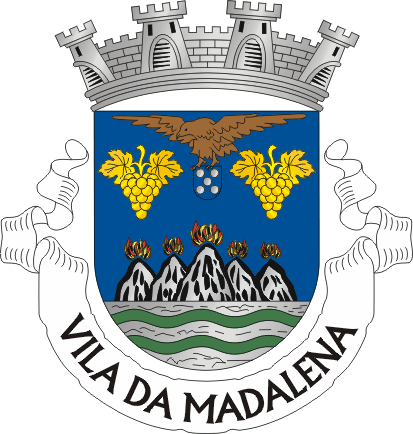
Мадалена